# クロノス・マテリア
『クロノス・マテリア』（CHRONOS MATERIA）は、発売中止となったガストのゲームソフト。
PlayStation Vita用コンピュータRPGとして2013年に発表されたが、2016年4月に発売中止が報じられた。

## 概要
ソーシャルゲームの要素を併せ持つコンピュータRPG。
今作には悠久巡りという特殊なシステムがあり、そのシステムを用いると、その時までの記憶や経験を保った状態で、時間を巻き戻すことができる。例えば巨樹が火災に巻き込まれ全焼した場合、悠久巡りによって時間を巻き戻し、火災を未然に防ぐことができる。ただし、時間を巻き戻せるのは、主人公が異世界に放り出された時までである。
このほかにも、主人公は錬金術を用いることによって、相棒たるホムンクルスを生み出すことができる。ホムンクルスの調合の際、8種類ある職業から1つ選ぶことができる。ホムンクルスの外見や声は同じ職業でも調合の結果により異なる場合がある。

## あらすじ
発売中止のため詳細は不明だが、人間も文明も存在しない大自然が広がる世界に来てしまった主人公たちがにモンスターとの戦闘やアイテムの入手・製造をし、元の世界へ戻ることを目指す内容であったことが報じられている。

## 登場人物
アイリス
声 - 相坂優歌
本作のヒロイン兼主人公。とある事件で錬金術師を目指す少女。穏やかな性格で面倒見も良く、自分への自信を持っている。
タイム
声 - 中村知世
引率を得意とするが、無鉄砲な性格ゆえトラブルに巻き込まれやすい。
プリムラ
声 - 生田善子

シオン
声 - 深町寿成

リコリス
声 - 関根明良
かわいらしい姿の少女。明るく能天気なようで現実主義者。